# 一杯のかけそば
『一杯のかけそば』（いっぱいのかけそば）は、栗良平による日本の童話、および同作を原作とした日本映画作品。実話を元にした童話という触れ込みで涙なしには聞けない話として、1989年に日本中で話題となり、映画化されるなど社会現象にまでなったが、実話としてはつじつまの合わない点と、作者にまつわる不祥事でブームは沈静化した。

## 経緯
もともとは作者の栗良平が語り部となって、全国を行脚して口演で披露していた話である。それが1988年に『栗良平作品集2』の一編として書籍となる。出版後、口コミでじわじわと人気が広がり、それを共同通信が地方紙に記事を配信し、同年の大晦日にFM東京の『ゆく年くる年』の中で朗読された。
翌1989年1月22日に産経新聞が取り上げ、2月17日には衆議院予算委員会審議において公明党の大久保直彦が竹下登首相に対する質疑で当時話題となっていた本作のほぼ全文を朗読・紹介して、リクルート問題に関する質問をし、同じ自民党の金丸信も泣いたということで話題になった。
その後、「読む人誰もが涙するという幻の童話」という触れ込みで、知る人ぞ知る話としてワイドショーなどを賑わせ、マスコミで話題となり5月に大きなブームとなる。『週刊文春』1989年5月18日号では全文が掲載された。掲載にあたって作者の栗は掲載料を求めなかったといい、掲載号は返本率3%でほぼ完売という売れ行きを示した。テレビではフジテレビ『タイム3』が中尾彬、武田鉄矢、森田健作などの有名人を迎え、一週間の間を連日「一杯のかけそば」を朗読するまでに至った。
ブームの反動として、実話という触れ込みで発表されたこの話が「実は創作ではないか」との指摘や「つじつまが合わない」との批判もなされるようになった。上岡龍太郎は「閉店間際なら売れ残った麺がある。店主は事情を察したなら、3人分出すべきだった」と指摘した。
ブーム終焉のきっかけとなるのは5月19日放送のフジテレビ『笑っていいとも』で、司会のタモリが「その当時、150円あったらインスタントのそばが3個買えたはず」「涙のファシズム」と作品を批判したことにあるとの説を『日刊ゲンダイ』が唱えている。
その発言と前後して美談の語り部と讃えられていた作者についても美談とは相反するスキャンダルが報じられた。滋賀県のローカル紙・滋賀夕刊の5月22日付で「謎? 童話作家の言動」と題して作者が車の借り逃げで捜査対象となったことが報じられ、小児科医を詐称して治療費を受け取った疑惑など新潮社の『週刊新潮』と『FOCUS』も作者の過去の行状を報じた。
次第に作者の実生活など作品外の事情にスポットがあたるようになったことから、翌6月頃にはブームが終焉していった。
10年後の1999年にコラムニストの堀井憲一郎が調査したところ、話の細かい内容を誰も覚えておらず、1999年当時の若い世代はこの話を誰一人として「いい話」と思わなかったという。
2010年、韓国で「うどん一杯」というタイトルで映画化がされている。また、舞台演劇としても韓国では上演されており、続編も公開されている。

## 後援会
作者が『一杯のかけそば』を口演して日本各地を行脚したため、物語に感動した有志たちによる「一杯のかけそばを読む会」、「栗っ子の会」が結成され、これが日本中へ作品を広めるきっかけとなった。栗っ子の会が『一杯のかけそば』が収録された『栗良平作品集』の出版元となった。

## あらすじ
1972年の大晦日の晩、札幌の時計台横丁（架空の地名）にある「北海亭」という蕎麦屋に子供を2人連れた貧相な女性が現れる。閉店間際だと店主が母子に告げるが、どうしても蕎麦が食べたいと母親が言い、店主は仕方なく母子を店内に入れる。店内に入ると母親が「かけそばを1杯頂きたい」と言ったが、主人は母子を思い、内緒で1.5人前の蕎麦を茹でた。そして母子は出されたかけそばをおいしそうに分け合って食べた。この母子は事故で父親を亡くし、大晦日の日に父親の好きだった「北海亭」のかけそばを食べに来ることが年に一回だけの贅沢だったのだ。翌年の大晦日も1杯、翌々年の大晦日は2杯、母子はかけそばを頼みにきた。「北海亭」の主人夫婦はいつしか、毎年大晦日にかけそばを注文する母子が来るのが楽しみになった。しかし、ある年から母子は来なくなってしまった。それでも主人夫婦は母子を待ち続け、そして十数年後のある日、母とすっかり大きくなった息子2人が再び「北海亭」に現れる。子供たちは就職してすっかり立派な大人となり、母子3人でかけそばを3杯頼んだ。

## 映画
1992年2月15日公開。配給は電通と東映。原作のエピソードに独自設定を加えたオリジナルシナリオになっている。文部省選定。
映画評論家の山根貞男は企画自体は時代錯誤としながらもベテラン監督の力量によりまともな映画となっていると評した。大高宏雄も同様に企画については貧困ぶりを指摘し、一部からは差別と侮蔑で無視されていたと伝えながらも、映画の作りは丁寧で観客を感動させるとしている。1992年9月にポニーキャニオンからビデオ化。

### キャスト
- 母親：泉ピン子
- 兄：鶴見辰吾
- 兄（少年時代）：小尾昌也
- 弟：佐藤弘
- 弟（少年時代）：滝口秀嗣
- 北海亭主人：渡瀬恒彦
- 北海亭おかみ：市毛良枝
- 北海亭隠居：奥村公延
- 服部一哉：四方堂亘
- 熊井記者：柳沢慎吾
- 秋山女史：池波志乃
- 昌代：可愛かずみ
- 常次郎：レオナルド熊
- 敏男：斉藤拓実
- テルちゃん：藤谷果菜子
- スエ：木下ゆず子
- マー坊：三村勝和
- ロック：木下智貴
- 銀晶堂主人：玉置宏
- 先生：国生さゆり
- 金持の母：金沢碧
- 二代目タロー（声）：貴家堂子
- ナレーター：市原悦子

### スタッフ
- 原作：栗良平
- 脚本：永井愛
- 企画：高橋松男
- 撮影：高村倉太郎
- 音楽：渡辺俊幸
- 主題歌：「予約席」（作詞・作曲：さだまさし、歌：佐田玲子、1991年）
- プロデューサー：野辺忠彦
- 製作総指揮：上田彦二、高橋松男、富原薫、中川真次、入江雄三
- 監督：西河克己

## 書籍
- 『栗良平作品集2 一杯のかけそば ケン坊とサンタクロース（栗っ子童話シリーズ）』1989年 栗っ子の会 ISBN 4931248012
- 『一杯のかけそば』 1992年 角川文庫 ISBN 4041814014

## 類似した台湾の実話
2006年3月、台湾に似た実話があることを毎日新聞が報じた。ある貧しい7人家族がおり、母親がガンで入院しているために看病をしていた5人の子供が食事がろくに食べられず、それを見かねた病院の看護婦がその家族にワンタン麺を与えたところ、5人のうち3人の子供たちは麺だけを食べ、母親に元気になってほしいとワンタンを母親のために残した。これを見た看護婦が感動し台湾中の人々に伝え、台湾中の人々が涙しその家族に対し寄付が殺到した。同年4月21日にその母親が子供を残しガンで死去し、陳水扁総統が哀悼の意を表した。